# مقاطعة بيلوريتسكي
مقاطعة بيلوريتسكي ((بالروسية: Белоре́цкий район)‏ . (بالباشقيرية: Белорет районы)‏) هي مقاطعة إدارية  وبلدية  (رايون)، واحدة من أربعة وخمسين مقاطعة في جمهورية باشكورتوستان، روسيا. وهي تقع في الجزء الشرقي من الجمهورية والحدود مع تشيليابينسك أوبلاست في الشمال، منطقة إيشيمبايسسكي في الشرق، مقاطعة أبزيليلوفسكي في الجنوب الشرقي، مقاطعة بورزيانسكي ‏ في الجنوب، منطقة إيشيمبايسسكي في الجنوب الغربي، ومع مقاطعة غافوريسكي ‏ ومقاطعة أرخانجيلسكي في الغرب. تبلغ مساحة المقاطعة 11,302.58 كيلومتر مربع (4,363.95 ميل2). مركزها الإداري هو مدينة بيلوريتسك (وهي ليست جزءًا إداريًا من المقاطعة). حسب تعداد عام 2010، كان مجموع سكان المقاطعة 38442 نسمة.